# Joselito Ramalho Nogueira
Joselito Ramalho Nogueira (* 10. November 1964 in Mimoso do Sul, Espírito Santo) ist ein brasilianischer römisch-katholischer Geistlicher und Weihbischof in São Sebastião do Rio de Janeiro.

## Leben
Joselito Ramalho Nogueira studierte Philosophie am Diözesanseminar Bom Pastor in Cachoeiro de Itapemirim und Theologie am philosophisch-theologischen Institut des Erzbistums Vitória. Nach weiterführenden Studien in Rom erwarb er an der Päpstlichen Fakultät Teresianum das Lizenziat in spiritueller Theologie und an der Päpstlichen Universität Heiliger Thomas von Aquin in Theologie. An der Päpstlichen Universität Gregoriana wurde er in Dogmatik promoviert. Am 19. Juni 1993 empfing er das Sakrament der Priesterweihe für das Bistum Cachoeiro de Itapemirim.
Neben verschiedenen Aufgaben in der Pfarrseelsorge war er von 2004 bis 2012 Diözesankoordinatore für die Seelsorge. Er lehrte als Professor am Universitätszentrum in Cachoeiro de Itapemirim, am philosophisch-theologischen Institut des Erzbistums Vitória und an der Diakonenschule Santo Estevão. Außerdem gehörte er dem Konsultorenkollegium des Bistums und dem Priesterrat an. Vor der Ernennung zumj Weihbischof war er zuletzt Generalvikar des Bistums Cachoeiro de Itapemirim und Pfarrer in Rio Novo do Sul.
Papst Franziskus ernannte ihn am 25. Februar 2025 zum Titularbischof von Tinum und zum Weihbischof in São Sebastião do Rio de Janeiro. Die Bischofsweihe spendete ihm der Bischof von Cachoeiro de Itapemirim, Luiz Fernando Lisboa CP, am 27. April desselben Jahres in der Kathedrale des Bistums Cachoeiro de Itapemirim. Mitkonsekratoren waren der Weihbischof in Vitória, Andherson Franklin Lustoza de Souza, und der Bischof von Colatina, Lauro Sérgio Versiani Barbosa.